# Cuisine à New York
 (mai 2012).
Si vous disposez d'ouvrages ou d'articles de référence ou si vous connaissez des sites web de qualité traitant du thème abordé ici, merci de compléter l'article en donnant les références utiles à sa vérifiabilité et en les liant à la section « Notes et références ».

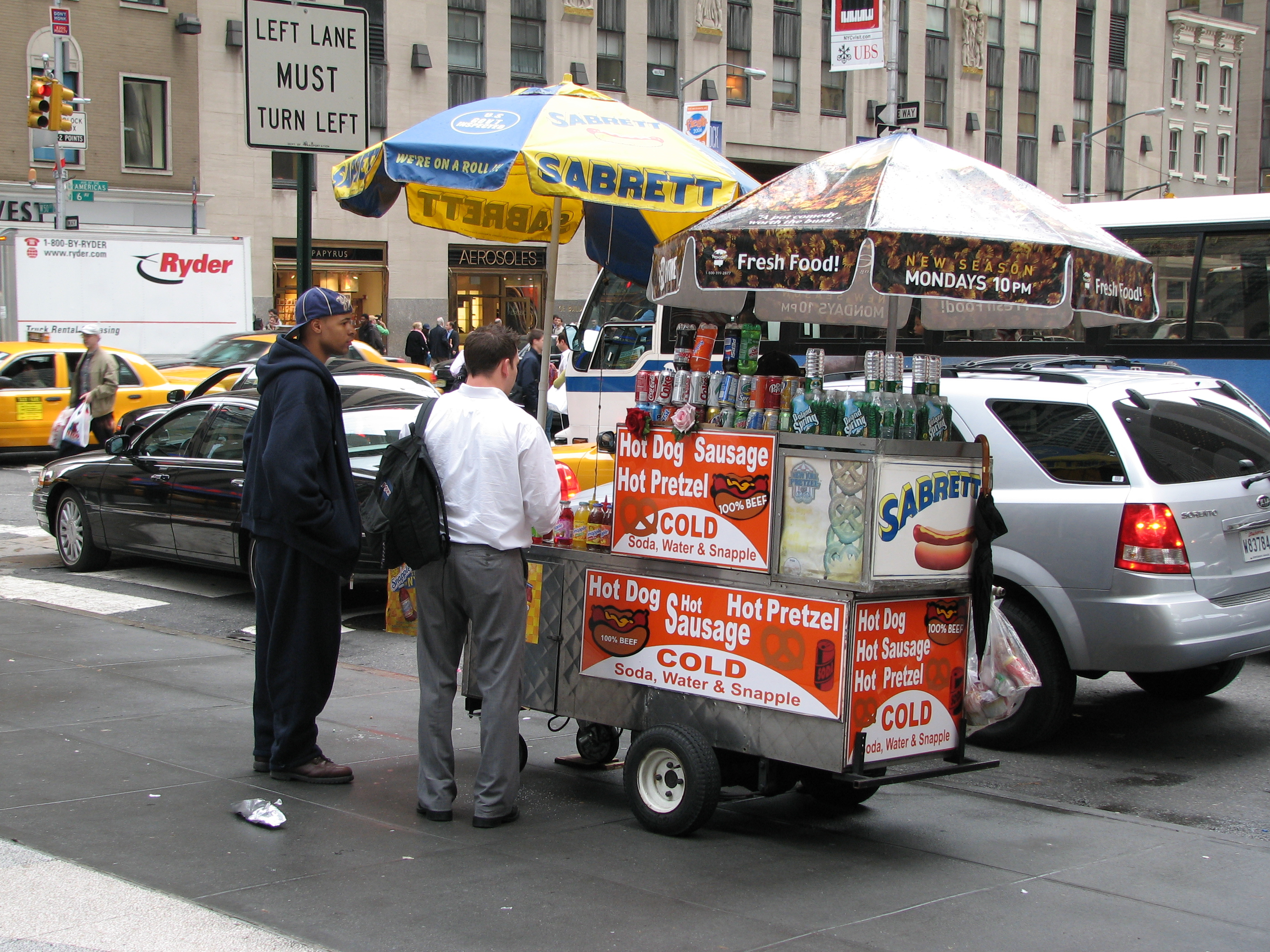
Vendeur de rue à New York.

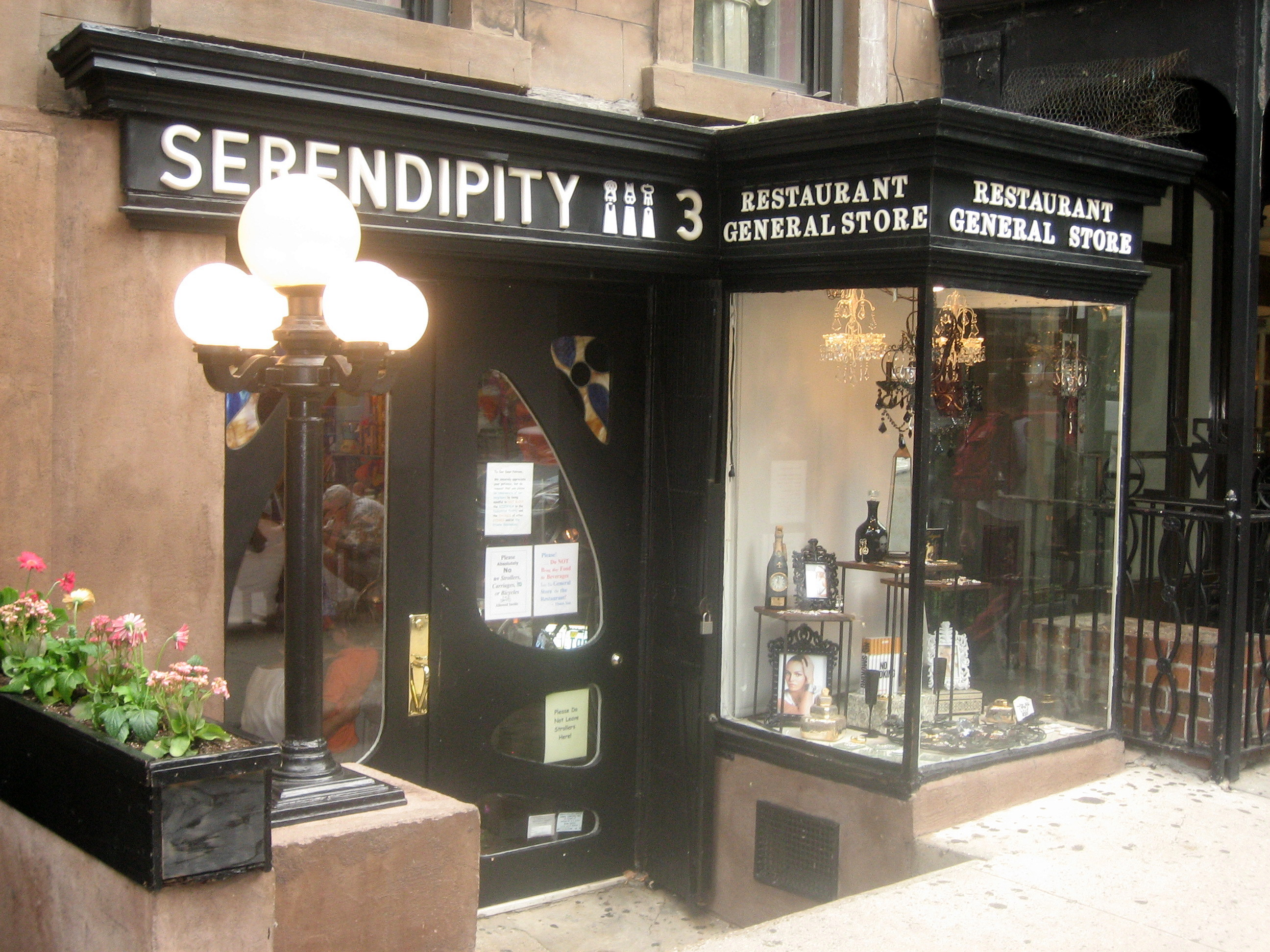
Restaurant à New York.

La cuisine à New York aux États-Unis offre plusieurs spécialités culinaires trouvant souvent leurs origines chez les immigrants arrivés sur le continent américain au fil des siècles. Les immigrants de différentes origines ont apporté leur culture culinaire, et ont intégré le plus souvent celle des autres origines. 

## LeCheesecake
Les deux recettes (« anglaise » et « espagnole ») du cheesecake (philadelphienne) américain trouvent leurs origines dans les quartiers des immigrants à New York au début du XXe siècle. Ce que l'on appelle aujourd'hui, en dehors de la ville, le New York cheesecake est plutôt la recette anglaise. Plus lourd que l'espagnol, qui est plutôt italo-américain, à base de ricotta (préparation laitière équivalente à de la brousse provençale), il doit sa saveur à la crème et au cream cheese. Le propriétaire du restaurant Turf à Broadway, Arnold Reuben, serait à l'origine de la recette moderne du cheesecake new-yorkais.

## LaWaldorf Salad

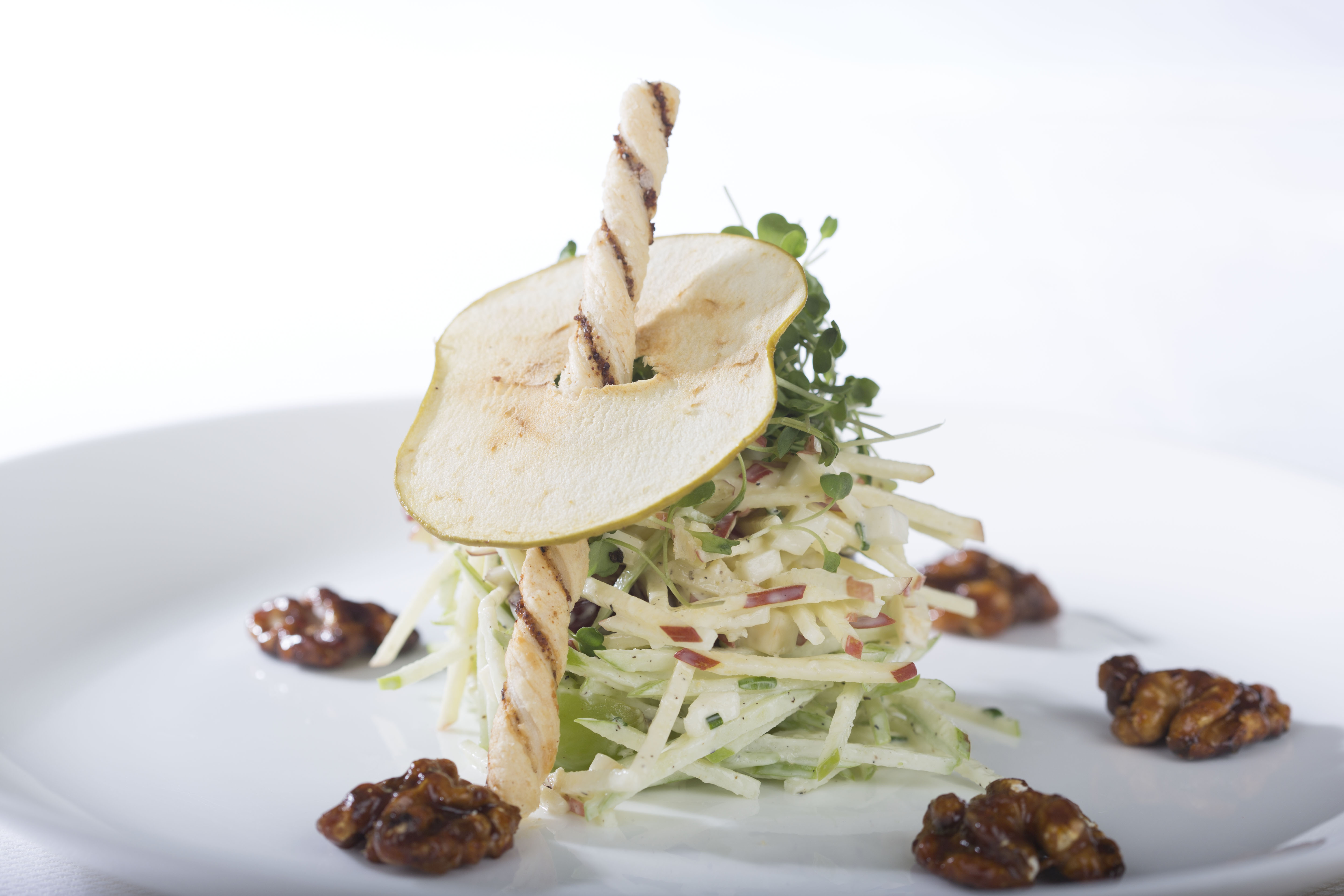
Waldorf Salad.

Crée dans les années 1930 par le Waldorf Hotel, ce plat est composé de pomme, de noisettes et de salade verte.

## LesBagels
Les bagels sont des petits pains en forme de couronne ouverte en 2, souvent servis garnis de cream cheese (sorte de fromage frais) - ou de tout autre ingrédient - sont une spécialité juive new-yorkaise.